# Карлайн, Энни
Энни Карлайн (англ. Annie Carline, урождённая Энни Смит (англ. Annie Smith), 1862, Бакхаст-Хилл, Эссекс — 1945) — британская художница.

## Биография
Карлайн родилась в Бакхерст-Хилле в Эссексе и была усыновлена родственниками при рождении — никогда не знала своих биологических родителей. Она работала горничной, когда познакомилась с художником Джорджем Фрэнсисом Карлайном, которому было поручено написать портрет в этом районе. Менее чем через год они поженились и поселились в Лондоне, где оставались до 1892 года. В течение следующих лет они жили в Оксфорде, провели год в Швейцарии, четыре года в Дербишире и, наконец, в 1916 году обосновались в Хэмпстеде на севере Лондона. У пары было пятеро детей, трое из которых, Ричард, Сидни и Хильда, стали художниками. Семейный дом, сначала на Дауншир-Хилл, а затем на Понд-стрит, был полон произведений искусства, и сюда часто приезжали художники и писатели. Среди них были Генри Лэмб, Стэнли Спенсер, Марк Гертлер и Джон Нэш. Ежегодные семейные поездки за произведениями живописи стали обычным явлением, и именно во время одной из таких поездок в Ассизи в 1920 году Джордж Карлайн внезапно скончался. Воодушевлённая художниками, с которыми она познакомилась через своих детей и мужа, Энни Карлайн занялась живописью. С 1927 года она писала пейзажи и портреты, в основном акварелью. Она выставлялась с Лондонской группой и Международной ассоциацией художников. Художник-кубист Андре Лот помог организовать персональную выставку её работ в галерее Pittoresque в Париже. Карлайн продолжала заниматься живописью вплоть до своей смерти в 1945 году.